# Jennifer Boyner
Jennifer Boyner (* 2. August 2000 in Istanbul) ist eine türkische Schauspielerin.

## Leben und Karriere
Boyner wurde am 2. August 2000 in Istanbul geboren. Sie ist die älteste von sechs Geschwistern. Sie ist Tochter einer Türkin und  eines Nigerianer. Sie studierte an der Beykent Üniversitesi. Von 2007 bis  2008 spielte sie in der Fernsehserie Hepsi Bir die Hauptrolle. Danach trat sie 2011 in der Serie Sihirli Annem auf. 2019 wurde Boyner für den Film Özgür Dünya gecastet.

## Filmografie (Auswahl)
- 2007–2008: Hepsi Bir (Fernsehserie, 51 Episoden)
- 2011: Sihirli Annem (Fernsehserie, 3 Episoden)
- 2019: Özgür Dünya (Film)